# James G. Lennox
James G. Lennox (né le 11 janvier 1948) est professeur au département d'histoire et de philosophie des sciences de l'Université de Pittsburgh. Il est un des spécialistes de l'étude de la science chez Aristote qu'il étudie dans une perspective liée à la biologie aristotélicienne,.